# Clinton (làng), Quận Rock, Wisconsin
Clinton là một làng thuộc quận Rock, tiểu bang Wisconsin, Hoa Kỳ. Năm 2006, dân số của làng này là 2162 người.